# Циезар
Цие́зар (нем. Ziesar [tsiˈeːzaʁ]) — город в Германии, в земле Бранденбург. На южной окраине расположен замок Циезар, одна из немногих сохранившихся резиденций Бранденбургских епископов.
Входит в состав района Потсдам-Миттельмарк. Подчиняется управлению Циезар. Население составляет 2553 человека (на 31 декабря 2010 года). Занимает площадь 67,47 км². Официальный код — 12 0 69 696.
Город подразделяется на 3 городских района.
| Год  | Население |
| ---- | --------- |
| 2005 | 2860      |
| 2010 | 2605      |

## Галерея

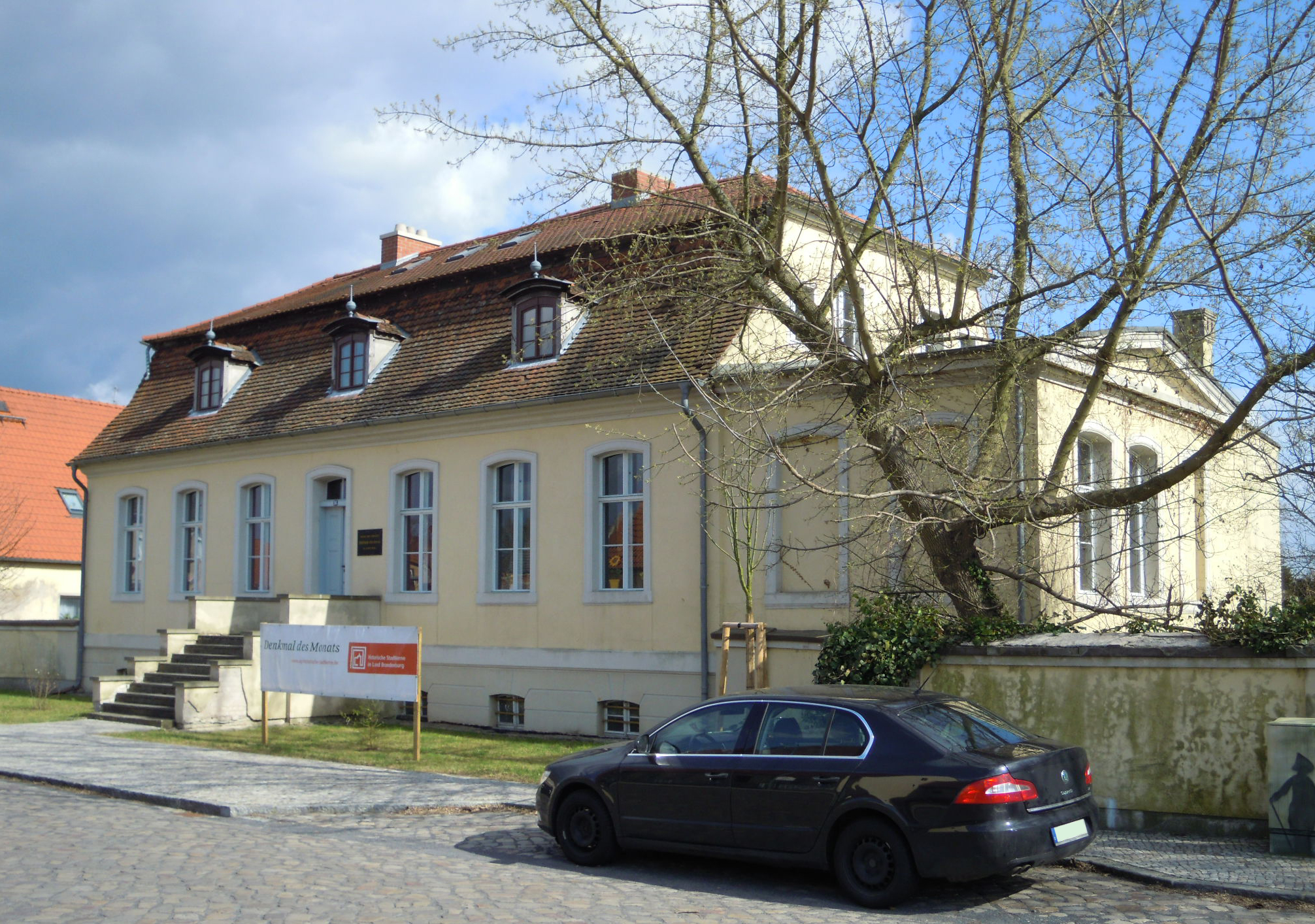
Haus Friedrichs des Großen – Vorderansicht
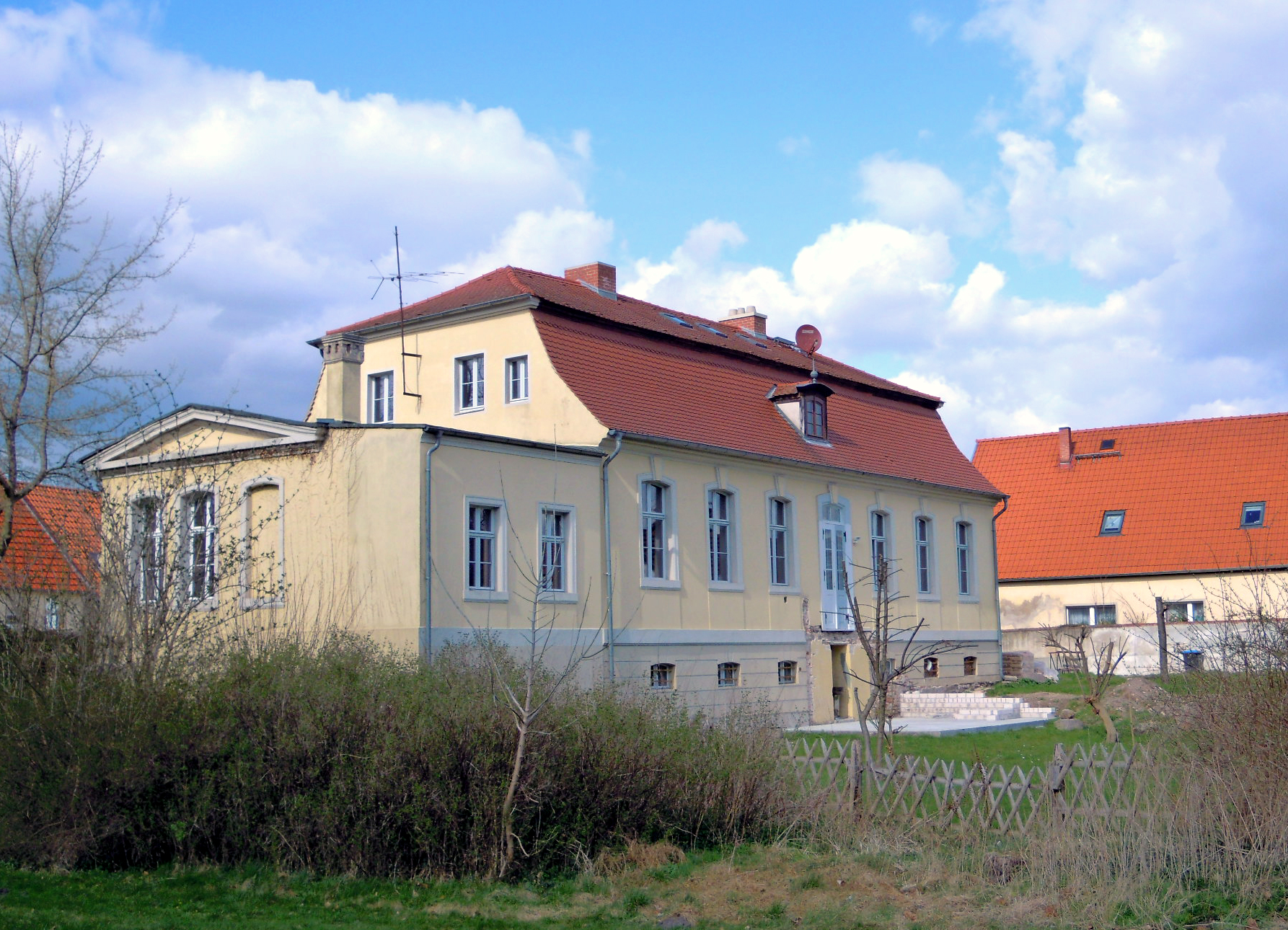
Haus Friedrichs des Großen – Rückansicht
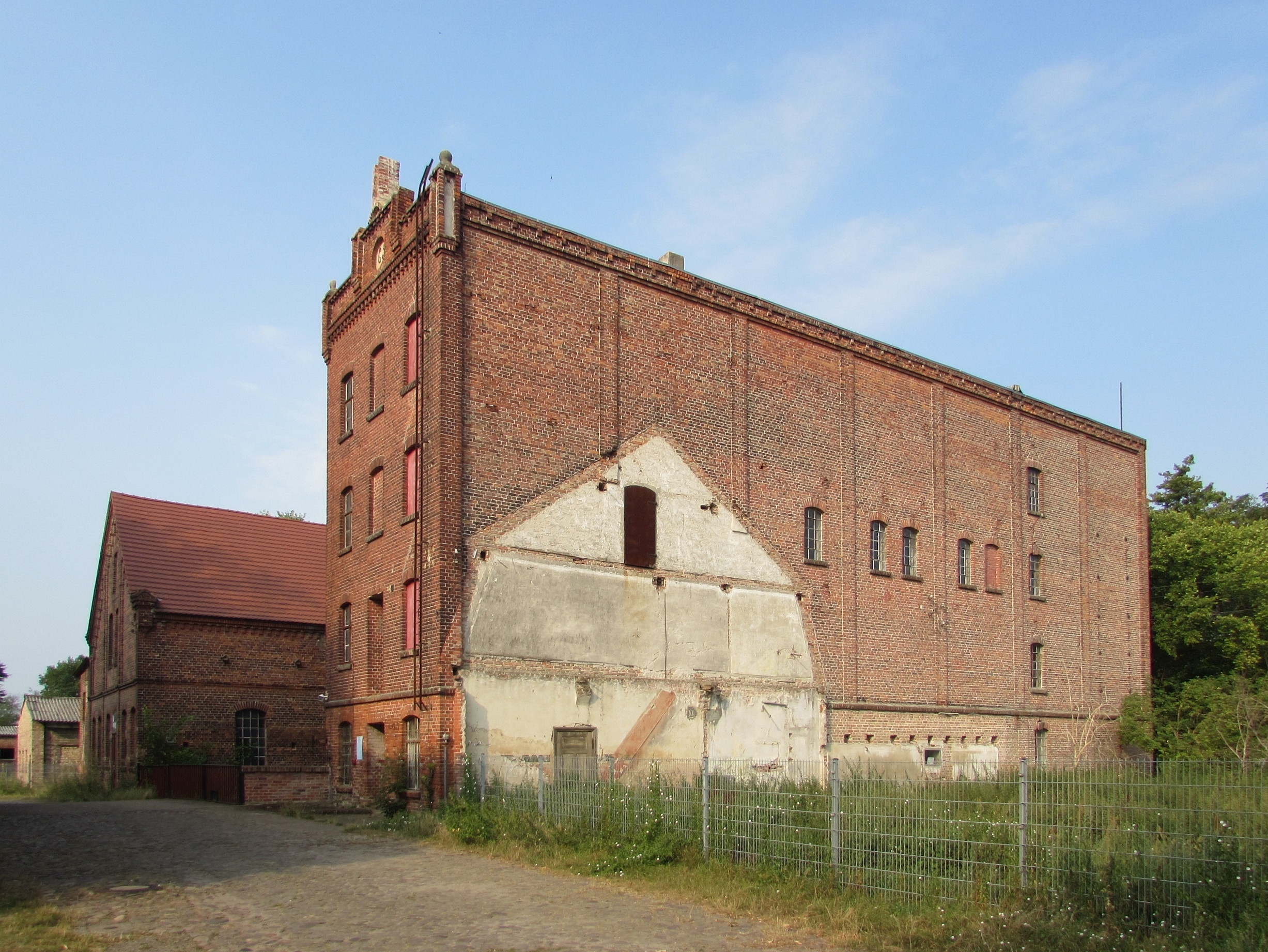
Krügermühle in Bücknitz
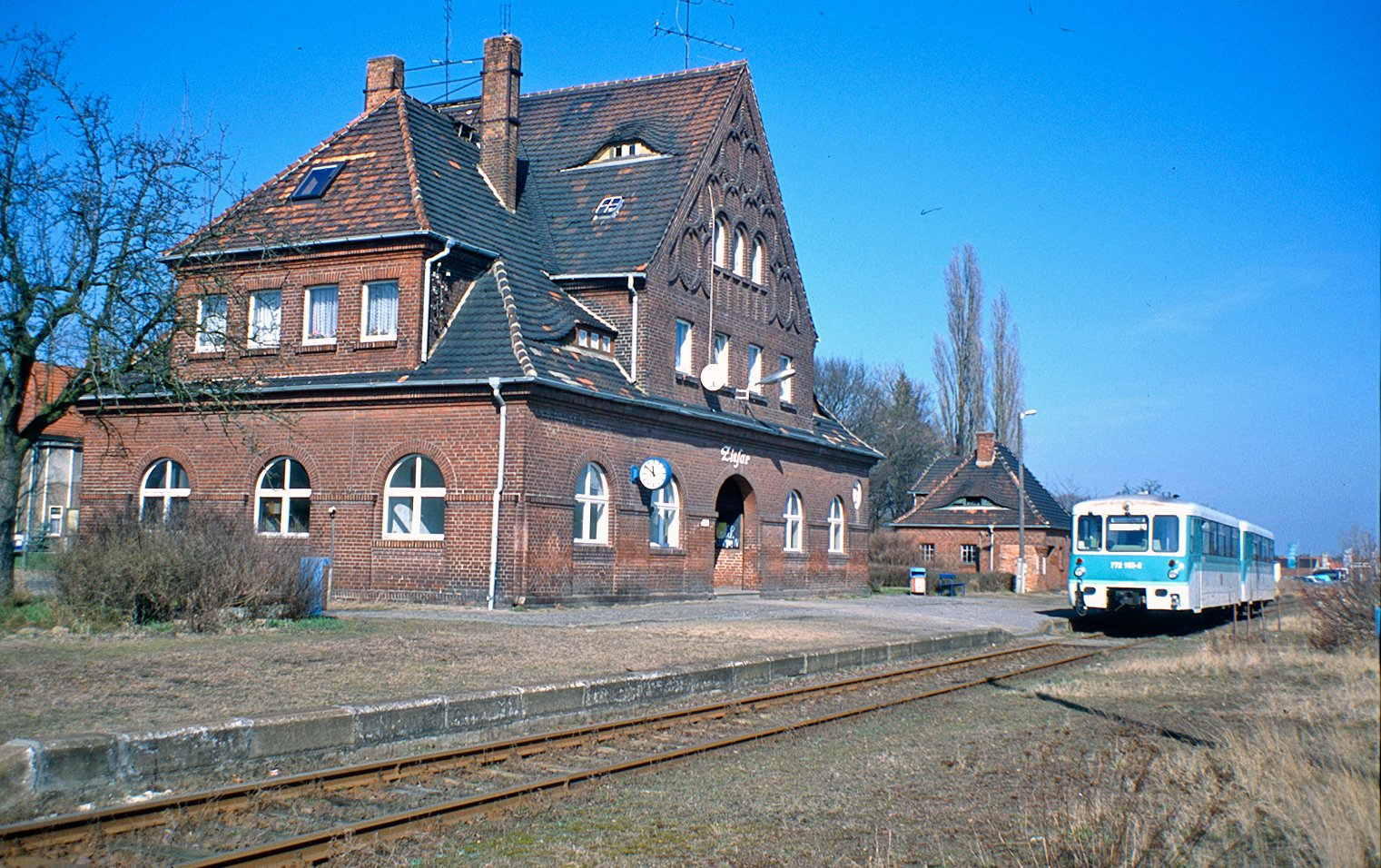
Triebwagen von Ziesar nach Güsen vor dem denkmalgeschützten Bahnhofsgebäude in den 1990er Jahren
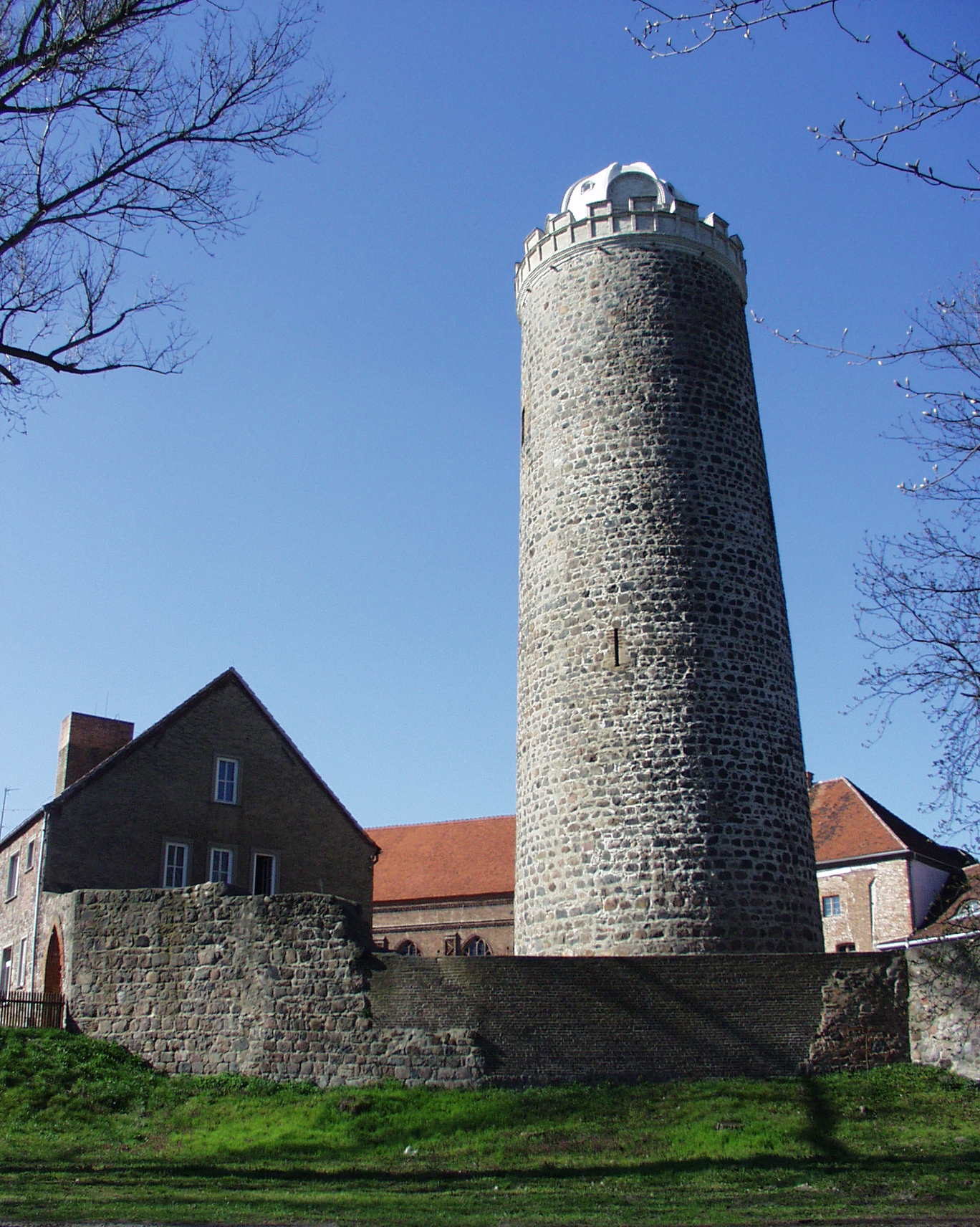
Bergfried der Burg Ziesar
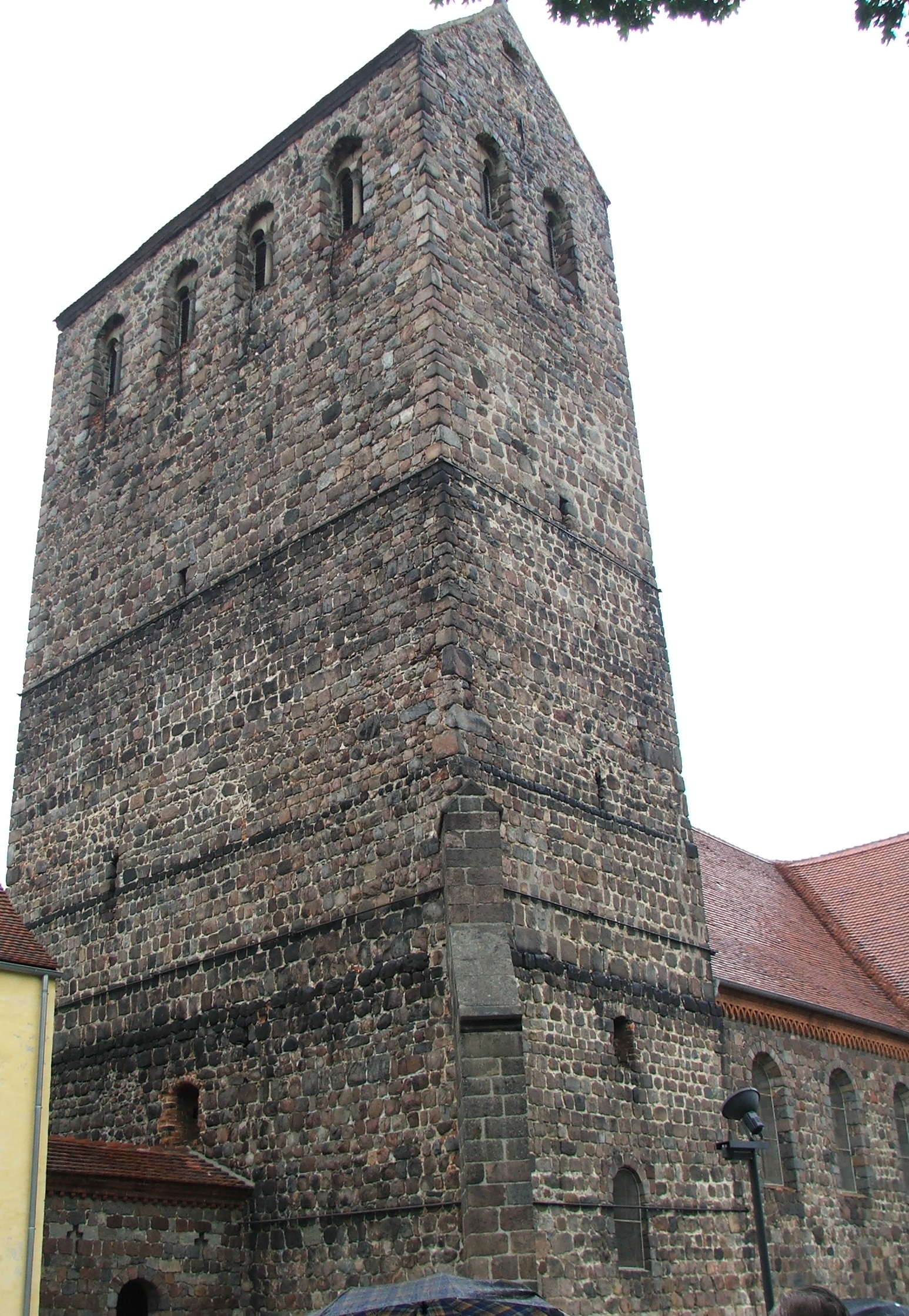
Городская кирха
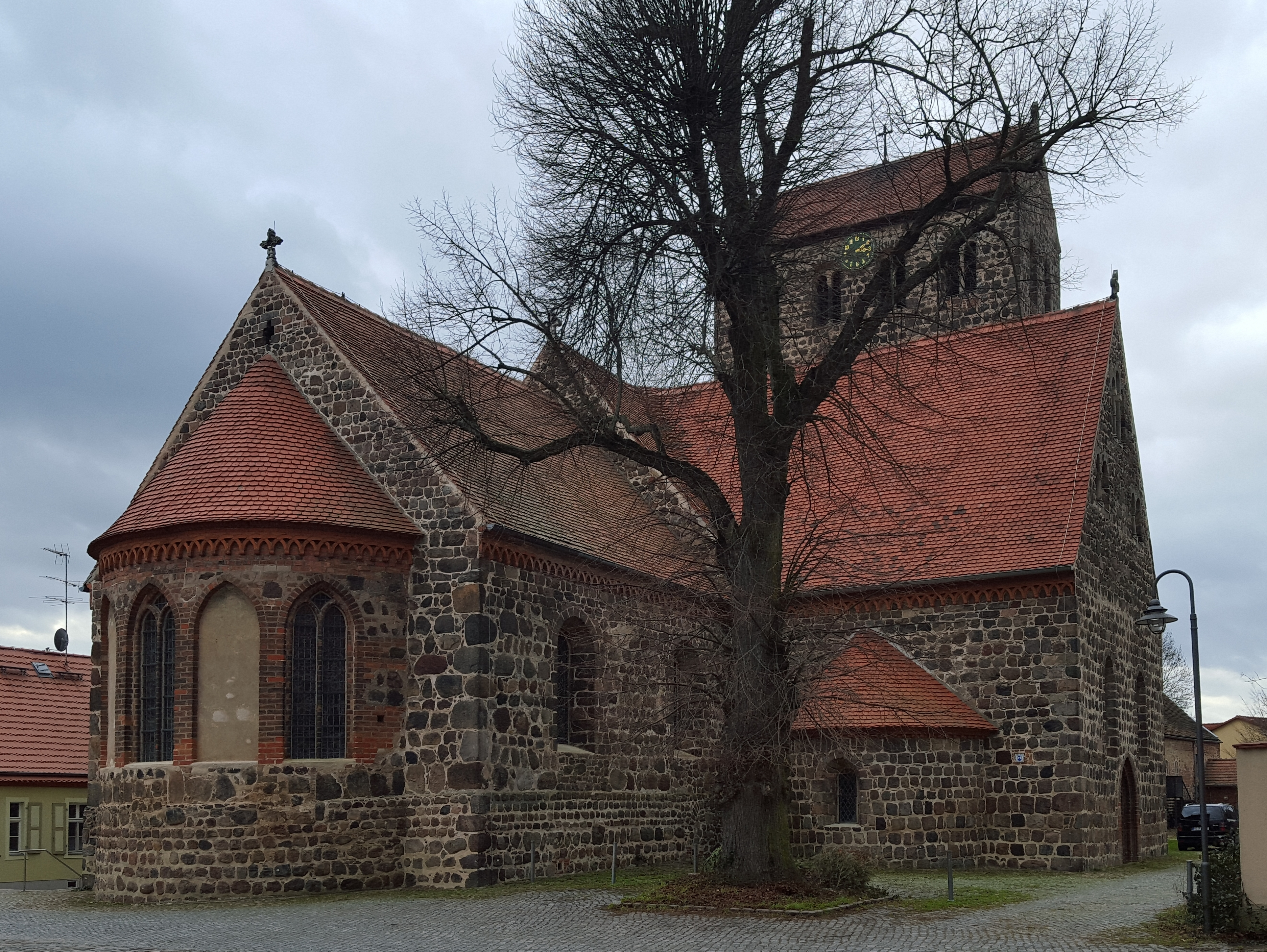
Stadtkirche St. Crucis
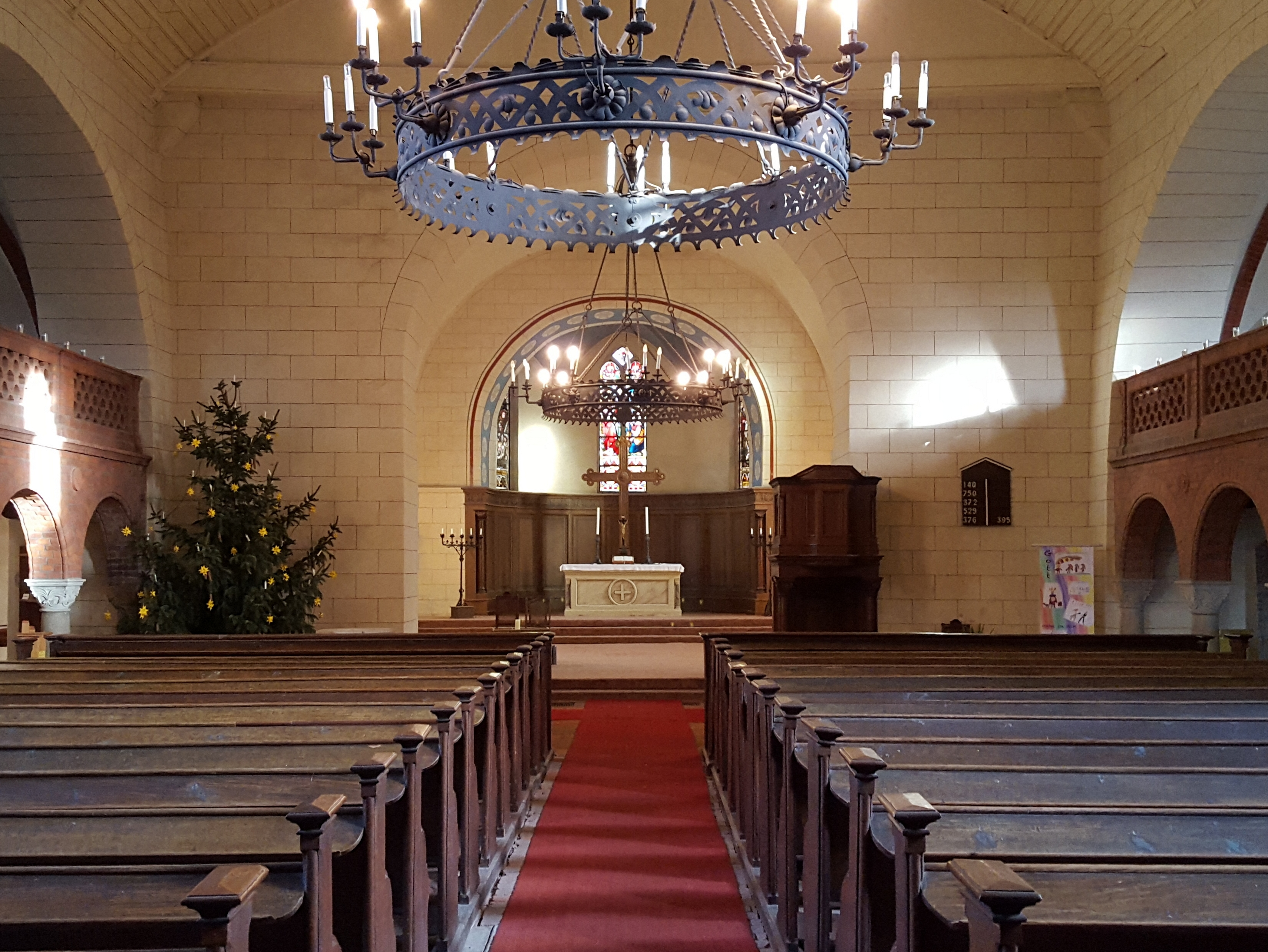
Chor und Apsis
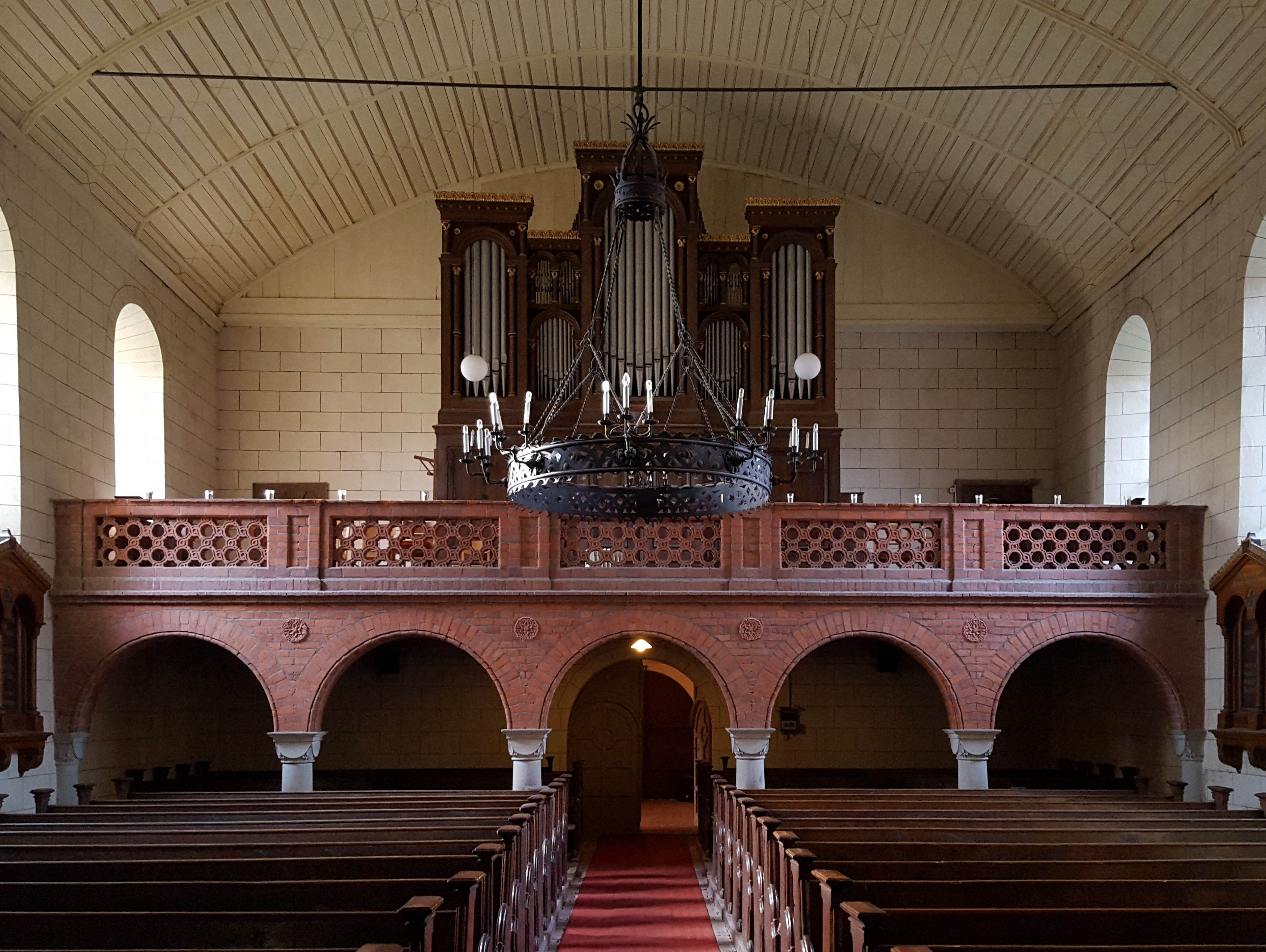
Orgelempore